# Mallodonopsis
Mallodonopsis is een kevergeslacht uit de familie van de boktorren (Cerambycidae). De wetenschappelijke naam van het geslacht werd voor het eerst geldig gepubliceerd in 1861 door Thomson.

## Soorten
Mallodonopsis is monotypisch en omvat slechts de volgende soort:
- Mallodonopsis mexicanus Thomson, 1861